# مزار ادهم خان

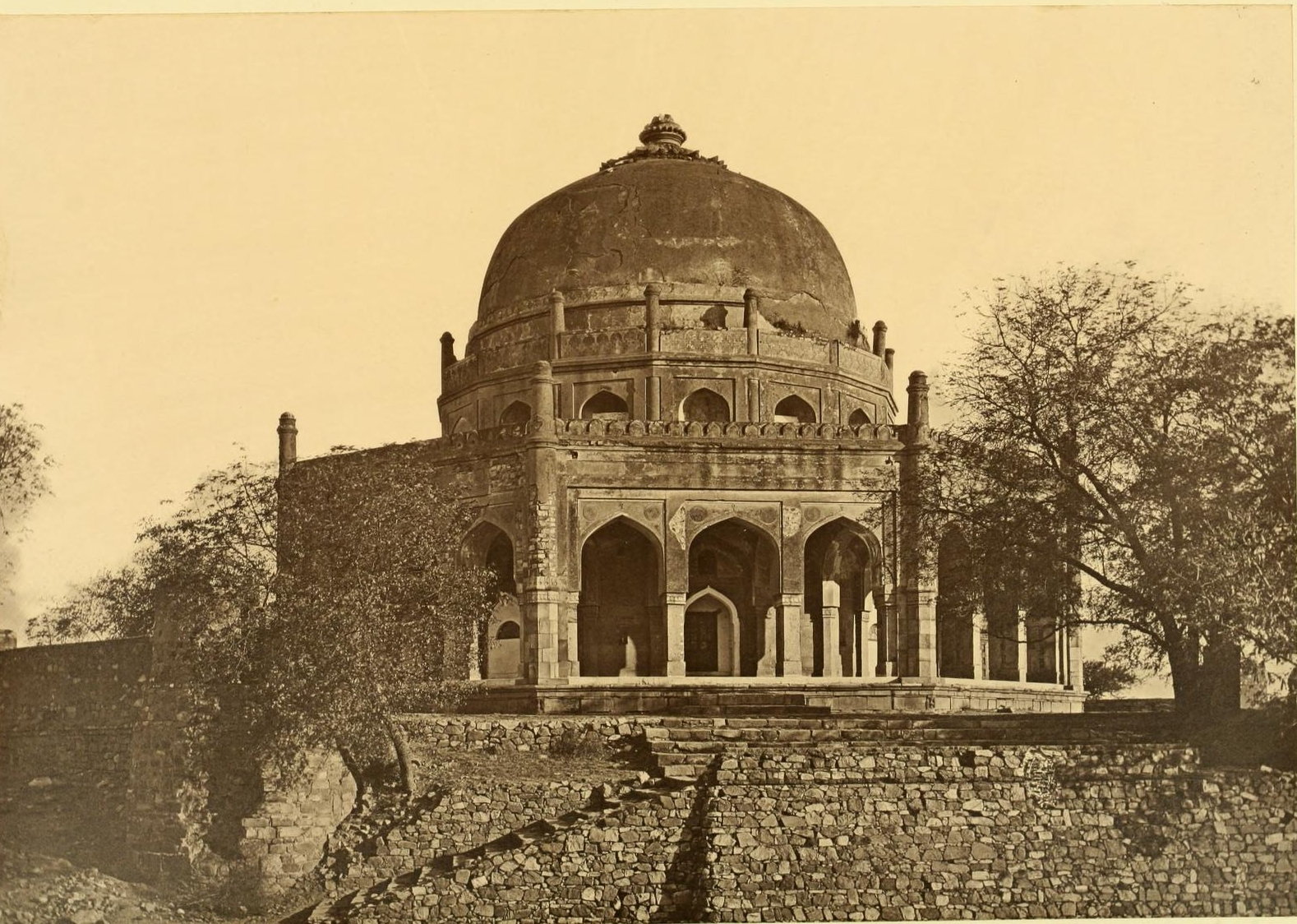
عکسی از آرامگاه در سال ۱۸۷۲

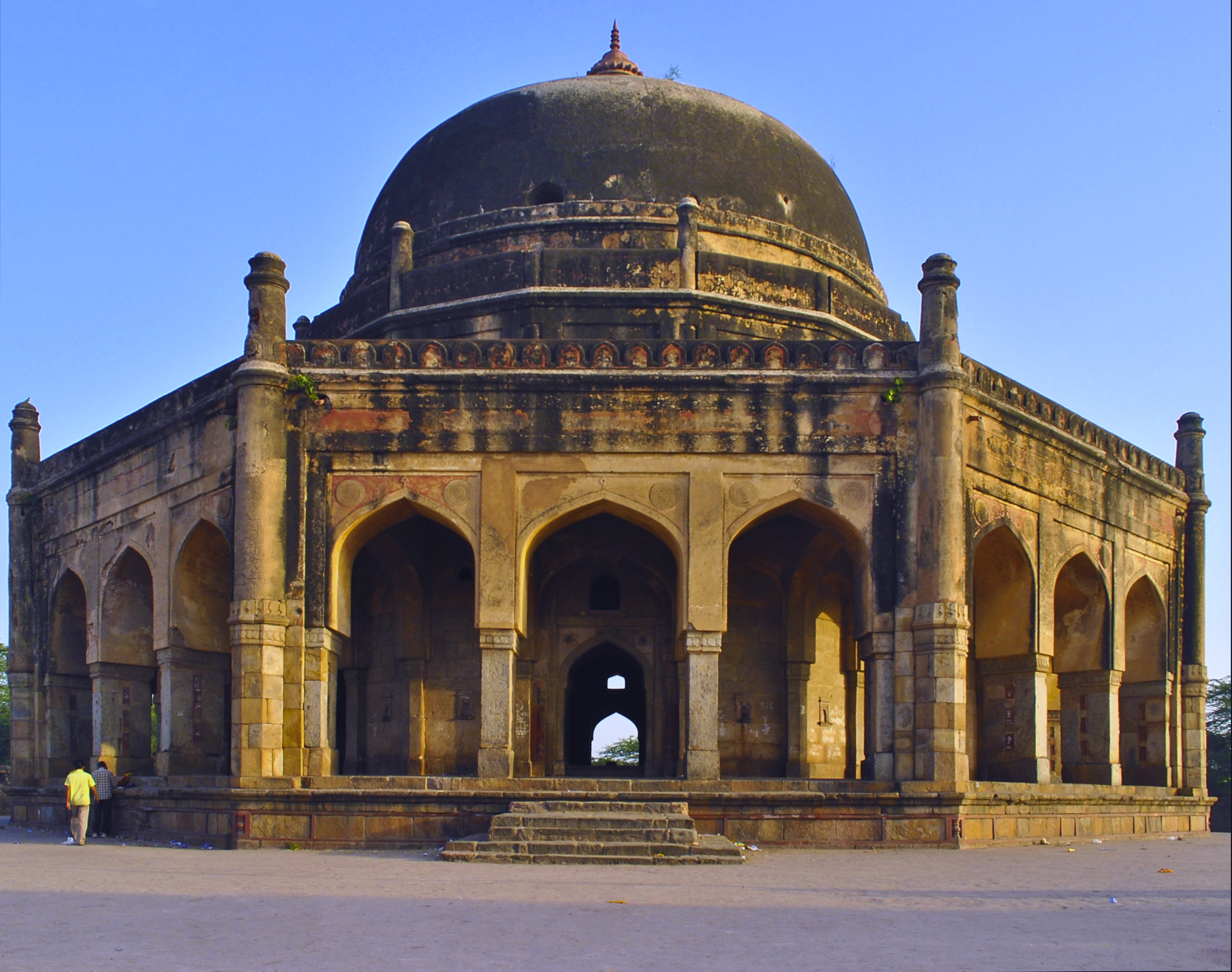
آرامگاه ادهم خان که همچنین آرامگاه مادرش، ماهم آنگه نیز هست؛ مهراولی، دهلی.

مزار ادهم خان مربوط به سدهٔ شانزدهم میلادی است و به ادهم خان، یکی از سرداران اکبر کبیر، تعلق دارد. او پسر کوچک‌تر ماهم آنگه، دایه اکبر، و به همین دلیل برادر رضاعی او بود. در مه ۱۵۶۲، ادهم خان، از سر حسادت و در پی رقابت‌های درباری، آتگه خان، سردار محبوب اکبر را در حیاط دیوان عام در قلعه آگره به قتل رساند. اکبر که از این اقدام خشمگین شده بود، بلافاصله فرمان اعدام او را با پرتاب از پنجره از دیوارهای قلعه آگره صادر کرد.
این آرامگاه در سال ۱۵۶۲ ساخته شد و در جنوب‌غربی قطب منار، در مهراولی، دهلی قرار دارد، درست پیش از رسیدن به شهر مهراولی. این بنا اکنون تحت حفاظت [[سازمان باستان‌شناسی هند] قرار دارد. این آرامگاه روبه‌روی پایانه اتوبوس مهراولی واقع شده و بسیاری از مسافران از آن به‌عنوان محل انتظار استفاده می‌کنند.

## معماری

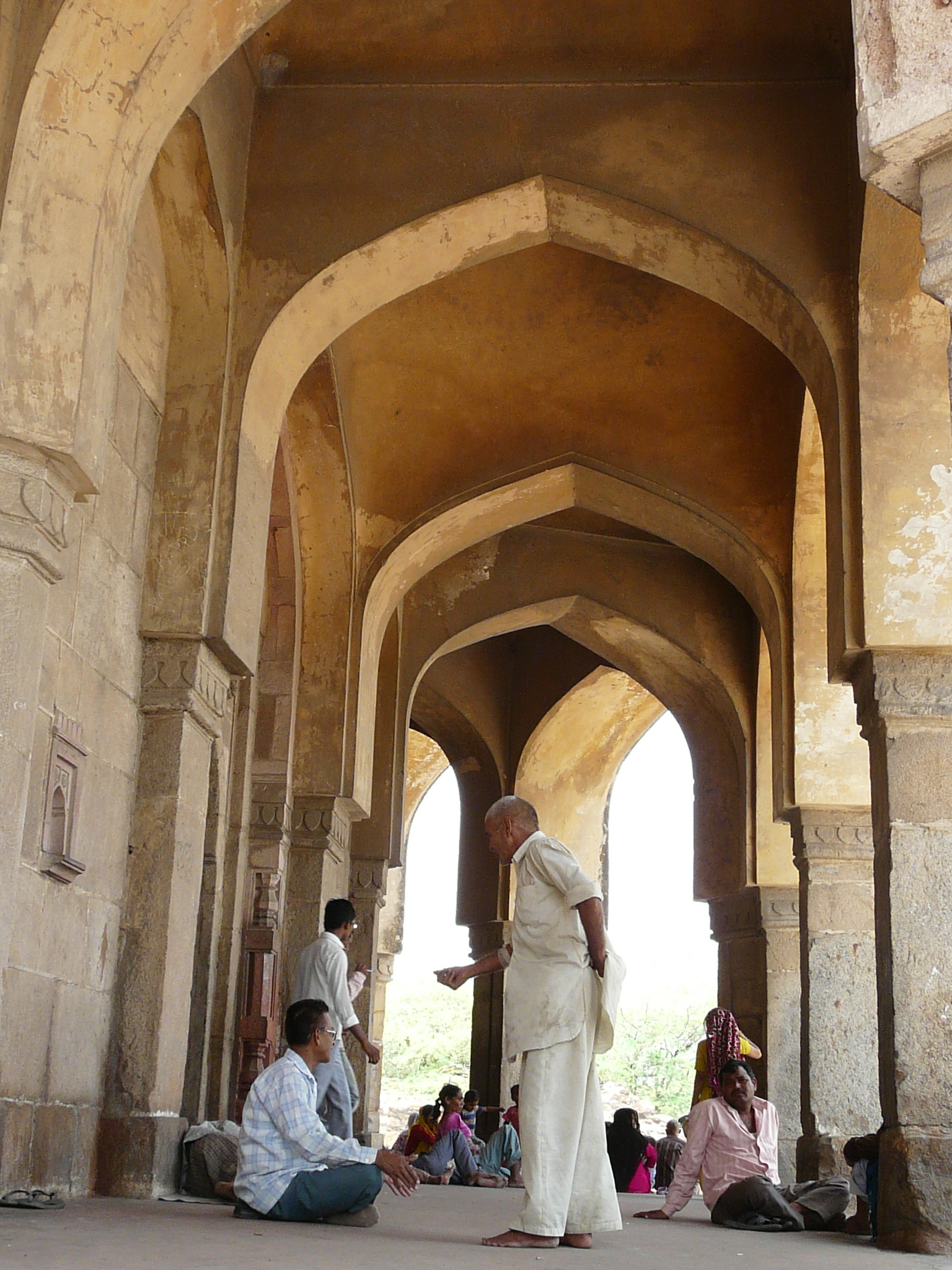
طاق‌های پیرامونی آرامگاه ادهم خان، مهراولی

آرامگاه بر روی دیوارهای لال کوت ساخته شده و از سکویی با دیوار هشت‌ضلعی برخاسته که در گوشه‌های آن برج‌های کوتاه تعبیه شده است. بنا از تالاری گنبددار و هشت‌ضلعی تشکیل شده که به سبک آرامگاه‌های دوران لودی و سلسله سید در اوایل سدهٔ چهاردهم میلادی طراحی شده است. در هر ضلع ایوانی با سه دهانه وجود دارد. این آرامگاه در میان مردم به نام بهول‌بهولیان (هزارتو) شناخته می‌شود، زیرا بازدیدکنندگان به‌دلیل گذرگاه‌های پیچیده درون دیوارهای ضخیم، اغلب راه را گم می‌کنند.

## تاریخچه

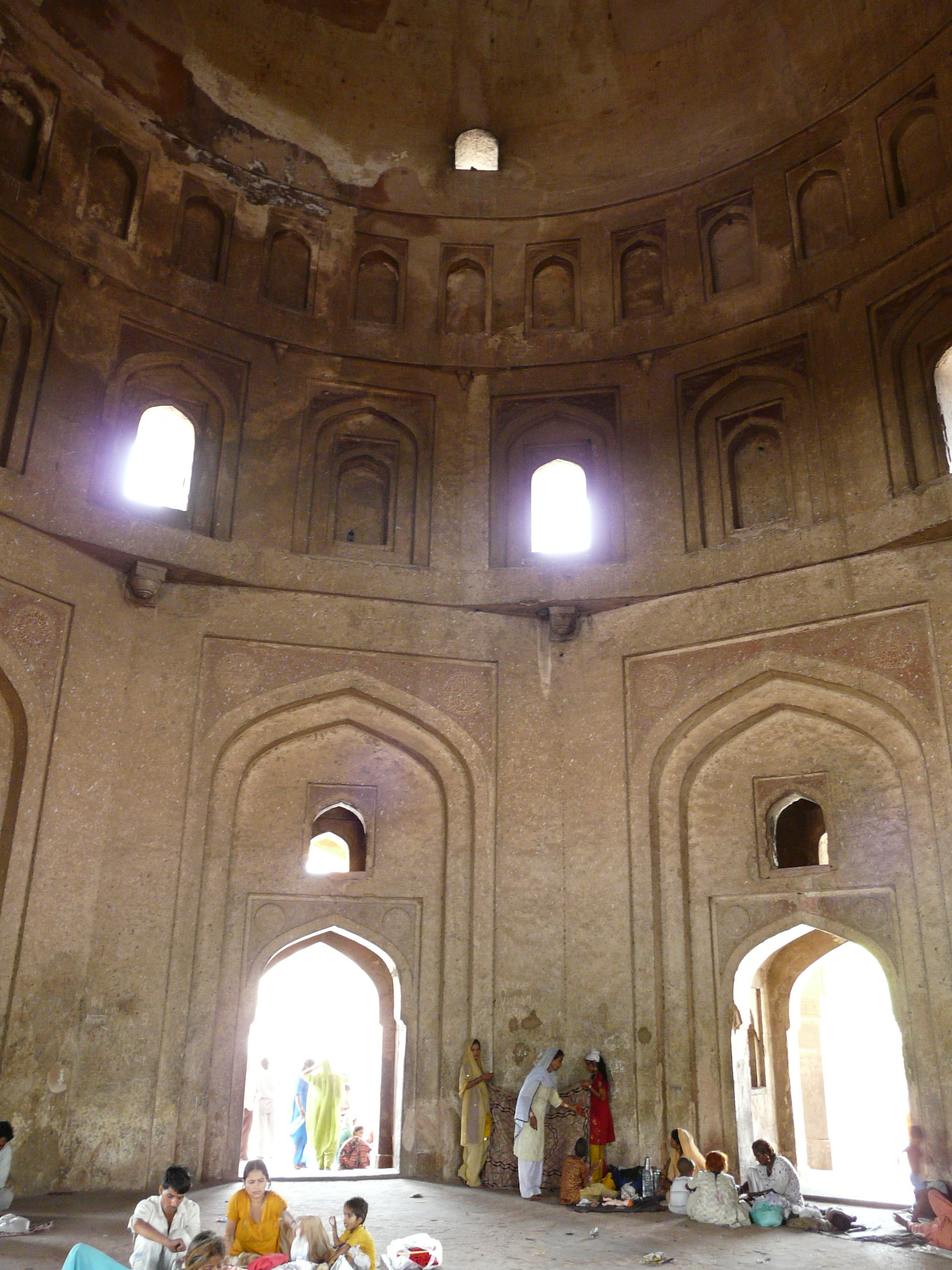
نمای داخلی آرامگاه ادهم خان در مهراولی، دهلی

ادهم خان، پسر ماهم آنگه، یکی از دایه‌های اکبر کبیر، از اشراف و سرداران سپاه اکبر بود. در سال ۱۵۶۱ با آتگه خان، وزیر اعظم اکبر و شوهر جی‌جی آنگه (دایه دیگر اکبر)، به اختلاف خورد و او را به قتل رساند. سپس به فرمان اکبر کبیر، دو بار از دیوارهای قلعه آگره به پایین انداخته شد و جان باخت.
مادرش نیز پس از گذشت چهل روز از مرگ فرزند، بر اثر اندوه درگذشت و هر دو در همین آرامگاه که گفته می‌شود به دستور اکبر و با طراحی متفاوت و برجستهٔ هشت‌ضلعی ساخته شد، به خاک سپرده شدند. این سبک طراحی در هیچ‌یک از بناهای گورکانی دیده نمی‌شود و شاید اکبر آن را برای «خائنان» برگزیده بود؛ چراکه سبک مشابهی در آرامگاه‌های امپراتوری سور و لودی، که اکنون در باغ‌های لودی در دهلی واقع‌اند و از نظر گورکانیان نماد خیانت بودند، دیده می‌شود.

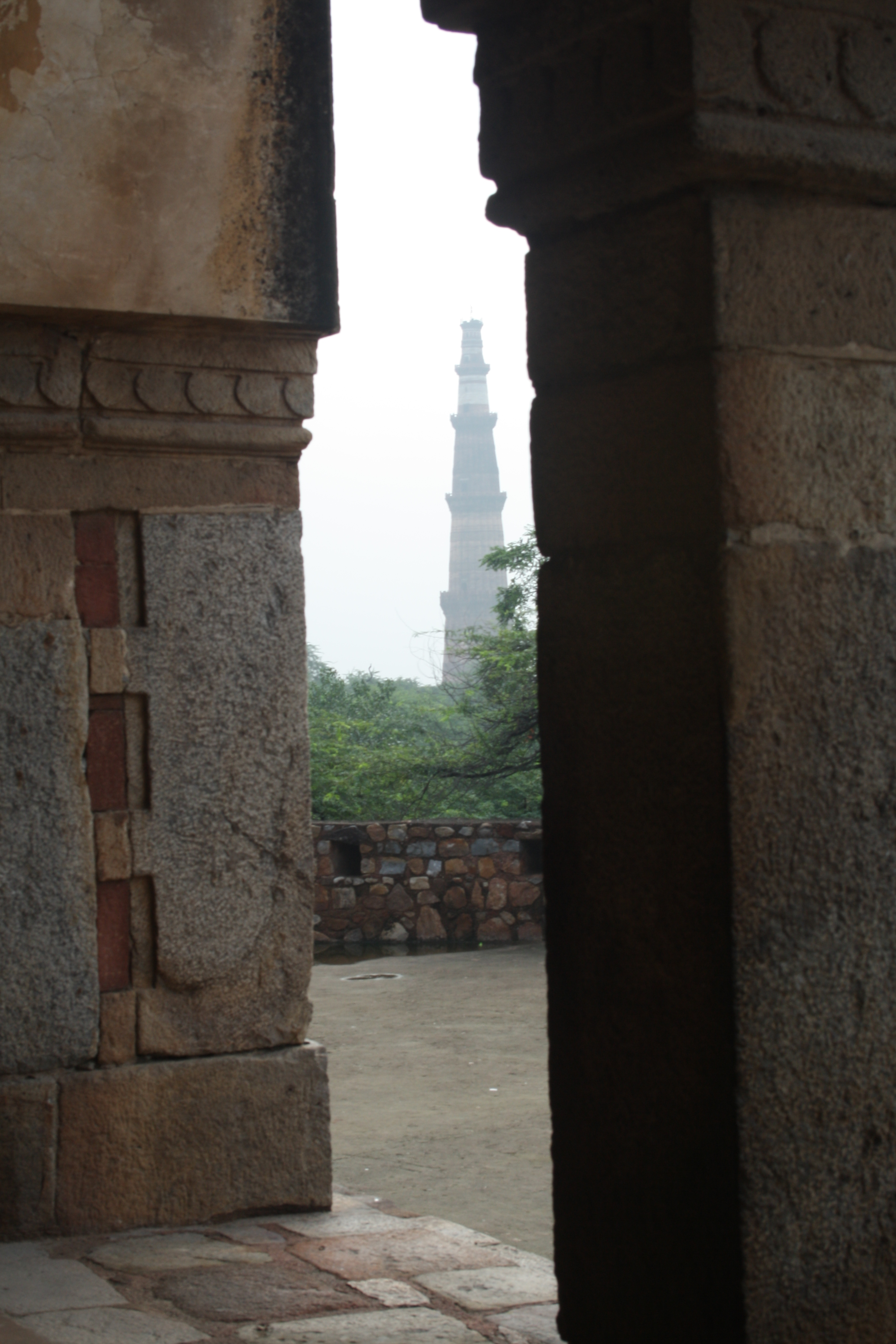
قطب منار از منظر آرامگاه ادهم خان

در دههٔ ۱۸۳۰، افسری بریتانیایی به‌نام بلیک از خدمات غیرنظامی بنگال، این آرامگاه را به آپارتمان مسکونی خود تبدیل کرد و برای ایجاد سالن غذاخوری، قبرها را از محل برداشت. اگرچه این افسر مدت کوتاهی پس از آن درگذشت، اما آرامگاه تا سال‌ها به‌عنوان استراحتگاه، ایستگاه پلیس و حتی اداره پست توسط بریتانیایی‌ها استفاده می‌شد. با دستور جرج کرزن، آرامگاه تخلیه و بازسازی شد. از آن زمان، قبر [[ادهم خان] به جایگاه اصلی خود در زیر گنبد مرکزی بازگردانده شد، اما قبر مادرش ماهم آنگه هرگز بازنگشت.